# Ephraim Meyer & Sohn
Das Bankhaus Ephraim Meyer & Sohn war eine Privatbank in Hannover.

## Geschichte

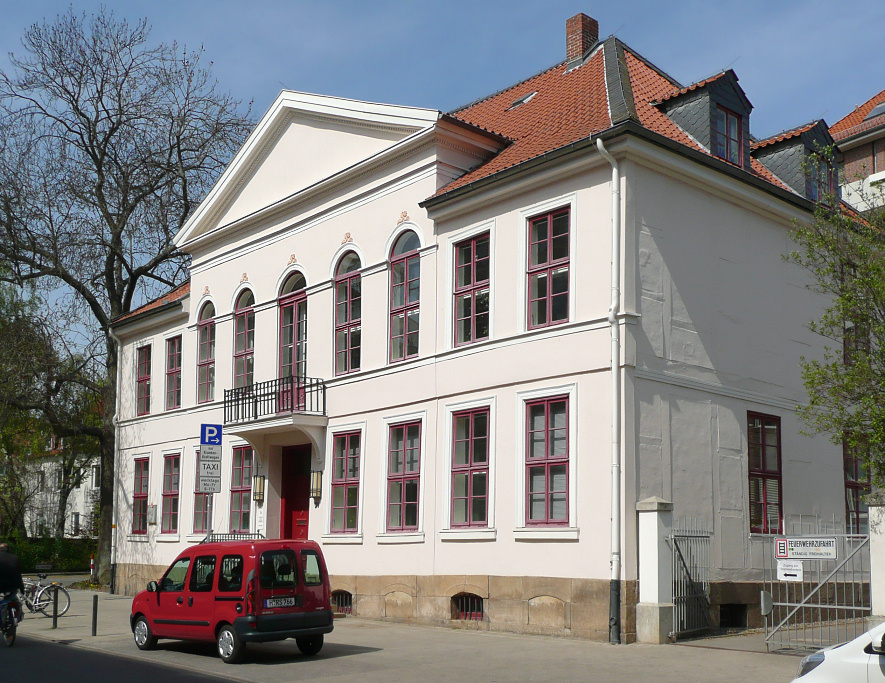
Das Dachenhausenpalais in der Calenberger Neustadt, 1856 vom Bankhaus Ephraim Meyer & Sohn gekauft

Das Bankhaus hatte seinen Ursprung in dem 1799 von dem Geldwechsler und Bankier Ephraim Meyer gegründeten Geschäft. Nachdem 1847 sein Sohn Louis Ephraim Meyer Gesellschafter geworden war, wurde die Firma in Bankhaus Ephraim Meyer & Sohn geändert. 1849 wurde Louis Ephraim Meyer Alleininhaber. Als sich – im Zuge der Industrialisierung im Königreich Hannover – die Bankgeschäfte immer weiter ausweiteten, kaufte Meyer 1856 als neuen Firmensitz das Dachenhausenpalais des verstorbenen Landdrostes Friedrich Wilhelm von Dachenhausen im Stadtteil Calenberger Neustadt.
Das Bankhaus war an zahlreichen Industrie- und Firmengründungen beteiligt, darunter
- das Peiner Hüttenwerk (die spätere Ilseder Hütte);[1]
- die Aktien-Zuckerfabrik Neuwerk;[1]
- 1857: die Hannoversche Eisengießerei;[1]
- 1871: die Georg Egestorff Salzwerke und Chemische Fabriken.[1]

Das Bankhaus wirkte mit an der 1872 gegründeten Braunschweig-Hannoverschen Hypothekenbank und der 1890 gegründeten Hannoverschen Immobilien Gesellschaft des hannoverschen Architekten und Unternehmers Ferdinand Wallbrecht. Auch an Emissionen von Anleihen der nun preußischen Provinz Hannover sowie der Stadt Hannover war Meyer & Sohn beteiligt.
1895 bezog die Bank einen Neubau in der Luisenstraße 9 nahe dem Bankenviertel und dem Hauptbahnhof. Das Gebäude war – insbesondere für die wachsenden Geschäfte mit Privatkunden – mit einem Kassensaal und einer Stahlkammer über zwei Etagen ausgestattet.

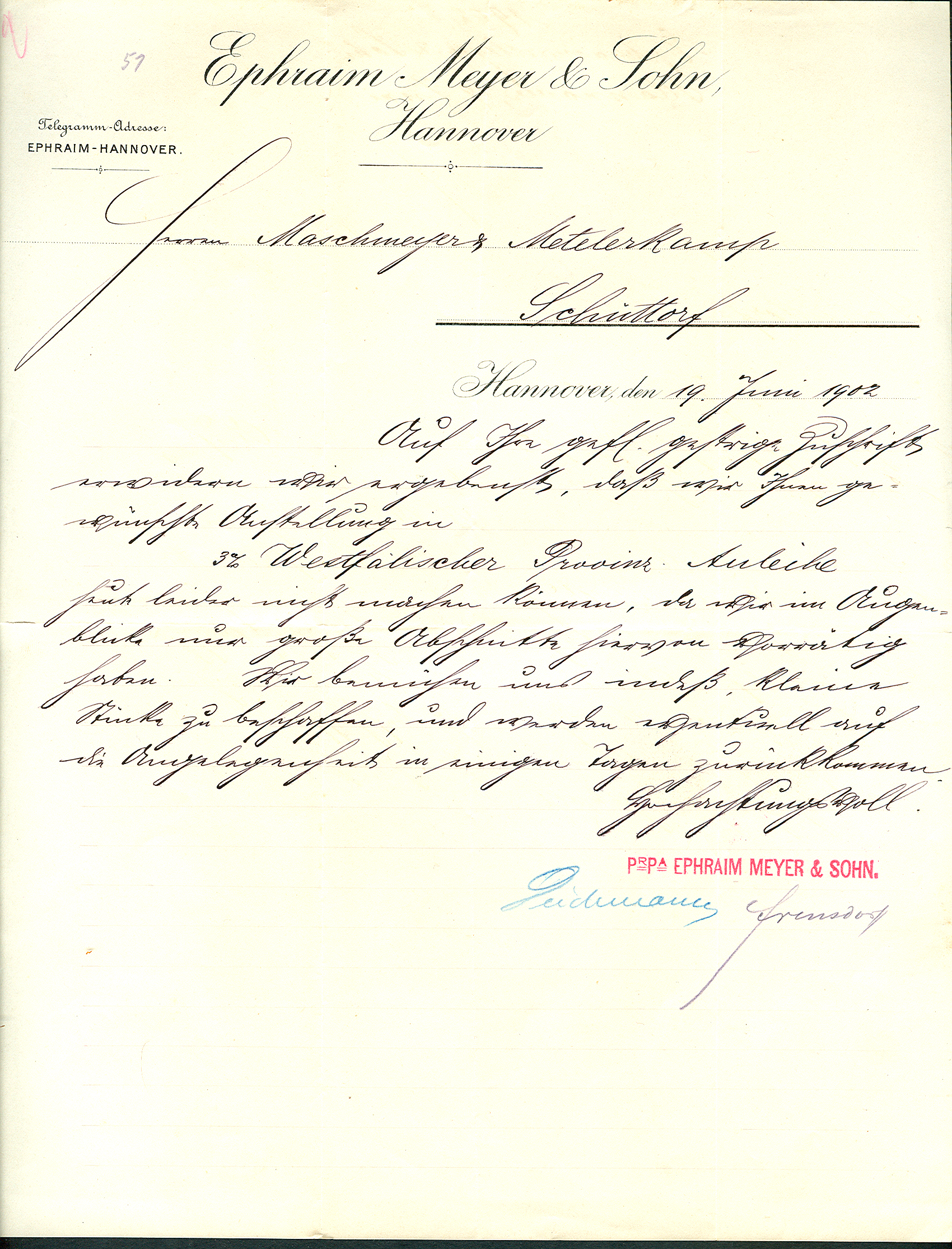
Schreiben von 1902 an Maschmeyer in Schüttorf, unterzeichnet von den Prokuristen Seidemann und Frensdorff

Ebenfalls 1895 wurde die Norddeutsche Bank in Hamburg Kommanditistin von Ephraim Meyer & Sohn; die beiden Banken arbeiteten seitdem zusammen. Im Jahr 1912 beschäftigte Meyer & Sohn insgesamt fünf Prokuristen und drei Handlungsbevollmächtigte, außerdem 50 Angestellte sowie acht Boten und Laufburschen.
Anlässlich der Einweihung des Neuen Rathauses der Stadt im Jahr 1913 stiftete die Bank einen silbernen Tafelaufsatz und unterstrich damit ihre enge Verbindung zur Stadtverwaltung. Laut Julius Blanck (siehe Literatur) galt das Bankhaus in der Weimarer Republik um 1920 als „erste Bankfirma der Provinz Hannover“.
Kurz nach der Deutschen Hyperinflation geriet Ephraim Meyer & Sohn 1924 in Zahlungsschwierigkeiten: Sie hatte eine einzulösende Garantie abgegeben auf eine Anleihe der nun insolventen HAWA (Hannoversche Waggonfabrik) – und musste nun von einem durch die Reichsbank initiierten Konsortium von anderen Privatbanken gestützt werden. In der Folge verlor die Gründerfamilie Meyer ihre Anteile an der Bank; diese wurden vom Bankhaus Z. H. Gumpel übernommen.
Im Zuge der Weltwirtschaftskrise von 1929 erlitt Ephraim Meyer & Sohn erneute Verluste. Doch erst im Jahr der Machtergreifung ging das Bankhaus Ende 1933 in Liquidation und wurde schließlich – mitten im Zweiten Weltkrieg – 1941 aufgelöst.